# Whitecone (Arizona)
Whitecone es un lugar designado por el censo ubicado en el condado de Navajo en el estado estadounidense de Arizona. En el Censo de 2010 tenía una población de 817 habitantes y una densidad poblacional de 6,99 personas por km².

## Geografía
Whitecone se encuentra ubicado en las coordenadas 35°36′17″N 110°4′48″O / 35.60472, -110.08000. Según la Oficina del Censo de los Estados Unidos, Whitecone tiene una superficie total de 116.84 km², de la cual 116.8 km² corresponden a tierra firme y (0.03%) 0.04 km² es agua.

## Demografía
Según el censo de 2010, había 817 personas residiendo en Whitecone. La densidad de población era de 6,99 hab./km². De los 817 habitantes, Whitecone estaba compuesto por el 0.37% blancos, el 0% eran afroamericanos, el 96.82% eran amerindios, el 0.37% eran asiáticos, el 0.37% eran isleños del Pacífico, el 0.12% eran de otras razas y el 1.96% pertenecían a dos o más razas. Del total de la población el 3.18% eran hispanos o latinos de cualquier raza.